# Glenn Gawdin
Glenn Gawdin (Richmond, Columbia Británica, 25 de marzo de 1997) es un jugador profesional canadiense de hockey sobre hielo que se desempeña en la posición de centro en Anaheim Ducks, equipo de la National Hockey League (NHL).

## Carrera
Fue seleccionado en la cuarta ronda en la NHL Entry Draft de 2015. En 2020 hizo su debut profesional con el equipo Calgary Flames, en el cual jugó dos temporadas (2020-2022), después pasó a Anaheim Ducks, donde lleva jugando una temporada.